# Aleksandr Gauk
Aleksandr Vassilievich Gauk, född 15 augusti 1893 i Odessa, Ryssland, död 30 mars 1963 i Moskva, Sovjetunionen, var en rysk dirigent och tonsättare.
Gauk tog examen 1917 från Petrogradkonservatoriet efter att ha studerat dirigering för Nikolai Tcherepnin och komposition för Vasily Kalafati och Jāzeps Vītols. Efter examen var han dirigent vid Statsoperan och Baletteatern i Leningrad. Han var sedan chefsdirigent för Leningrads Symfoniorkester 1930-34, för SSSRs Statliga Symfoniorkester i Moskva 1936-1941, och för Hela Unionens Radio Symfoniorkester i Moskva 1953-1963. Han undervisade också i dirigering, vid Leningradkonservatoriet 1927-1933, vid Tibliskonservatoriet 1941-1943 och vid Moskvakonservatoriet 1939-1963. Han mest kända elever är dirigenterna Jevgenij Mravinskij, Alexander Melik-Pashayev, Konstantin Simeonov och Jevgenij Svetlanov. Som tonsättare komponerade han bland annat en symfoni, en pianokonsert, en harpkonsert och ett flertal sånger. Gauk fick 1954 den Ryska socialistiska federativa sovjetrepublikens pris för årets artist.